# 郭起凤
郭起凤，奉天锦州人，清朝政治人物。拔贡出身。
郭起凤曾于1657年接替李正华任松江府知府一职，任内为官贪婪。同年由祖承勳接任。